# Corydoras esperanzae
Corydoras esperanzae är en fiskart som beskrevs av Castro, 1987. Corydoras esperanzae ingår i släktet Corydoras och familjen Callichthyidae. Inga underarter finns listade i Catalogue of Life.